# Do Not Track (documentaire)

Do Not Track (aussi Traque interdite au Québec) est une série documentaire de sept épisodes sur la collecte des informations réalisée à l'insu des internautes.

## Description
Produit par Upian, l'Office national du film du Canada, Bayerischer Rundfunk et Arte GEIE, le documentaire est soutenu par plusieurs médias dont Arte, la Radio télévision suisse ou encore Radio Canada. Il s'intéresse à la collecte des données privées sur internet, en analysant notamment le like de Facebook, les applications, les cookies ou encore la géolocalisation,.

## Auteurs
Les auteurs sont :
- Vincent Glad, Zineb Dryef et Virginie Raisson en France ;
- Richard Gutjahr en Allemagne ;
- Brett Gaylor en Amérique du Nord ;
- Sandra Rodriguez au Québec.

## Prix et récompenses
- Peabody Awards, News, radio, podcast, public service, and web, 2015[6]
- Prix Gémeaux, Meilleure émission ou série originale interactive produite pour les médias numériques, 2015[7]